# Ніколашкино
Нікола́шкино (рос. Николашкино, марій. Кугу почиҥга) — присілок у складі Параньгинського району Марій Ел, Росія. Входить до складу Єлеєвського сільського поселення.

## Населення
Населення — 141 особа (2010; 149 у 2002).
Національний склад (станом на 2002 рік):
- марі — 100 %